# Административно-территориальное деление Забайкальского края

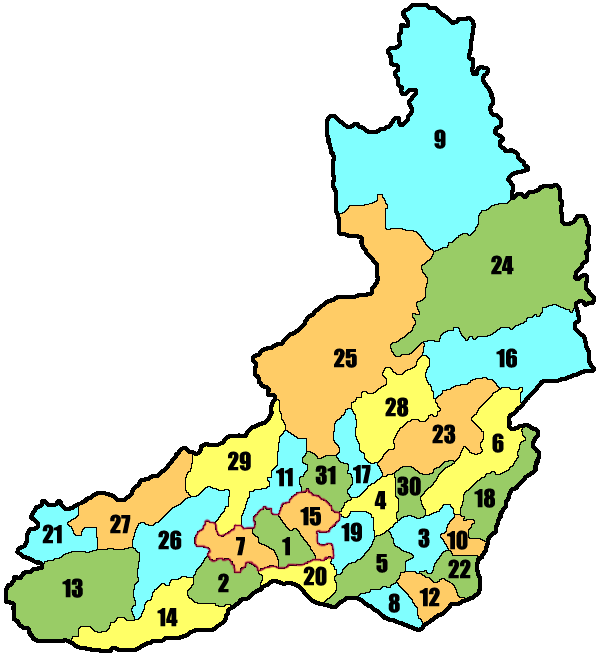
Районы Забайкальского края

## Административно-территориальное устройство
Согласно Уставу Забайкальского края и Закону «Об административно-территориальном устройстве Забайкальского края», субъект РФ включает следующие административно-территориальные единицы:
- 31 район, 3 из которых (Агинский, Дульдургинский и Могойтуйский) входят в Агинский Бурятский округ как административно-территориальную единицу с особым статусом.

Районы включают 876 населённых пунктов (по состоянию на 1 июля 2021 года). Причём краевой центр Чита и ЗАТО Горный, город Петровск-Забайкальский и пгт Агинское также учитываются в составе административных районов, образуя при этом отдельные городские округа в рамках организации местного самоуправления.
Административным центром (столицей) Забайкальского края является город Чита.
До 2007 года в Читинской области выделялись города областного значения и 1 ЗАТО, в 2007 году они были включены законодательно в административные районы. Эта особенность административно-территориального устройства была сохранена при преобразовании Читинской области в Забайкальский край в 2008 году.

### Районы
| 1 | Агинский район               | 76 202 | 32 505  | 6,2  | пгт Агинское                 |
| 2 | Акшинский район              | 76 203 | 8788    | 7,5  | село Акша                    |
| 3 | Александрово-Заводский район | 76 204 | 6214    | 7,7  | село Александровский Завод   |
| 4 | Балейский район              | 76 206 | 15 895  | 5,1  | город Балей                  |
| 5 | Борзинский район             | 76 209 | 45 109  | 8,7  | город Борзя                  |
| 6 | Газимуро-Заводский район     | 76 210 | 8146    | 14,5 | село Газимурский Завод       |
| 7 | Дульдургинский район         | 76 211 | 13 903  | 7,2  | село Дульдурга               |
| 8 | Забайкальский район          | 76 212 | 19 795  | 5,2  | пгт Забайкальск              |
| 9 | Каларский район              | 76 215 | 7614    | 56,6 | село Чара                    |
| 10 | Калганский район             | 76 218 | 5945    | 3,1  | село Калга                   |
| 11 | Карымский район              | 76 220 | 33 867  | 8,2  | пгт Карымское                |
| 12 | Краснокаменский район        | 76 221 | 55 961  | 5,4  | город Краснокаменск          |
| 13 | Красночикойский район        | 76 222 | 16 456  | 28,3 | село Красный Чикой           |
| 14 | Кыринский район              | 76 224 | 10 639  | 16,2 | село Кыра                    |
| 15 | Могойтуйский район           | 76 225 | 23 209  | 6,2  | пгт Могойтуй                 |
| 16 | Могочинский район            | 76 226 | 21 424  | 25,5 | город Могоча                 |
| 17 | Нерчинский район             | 76 228 | 27 070  | 5,2  | город Нерчинск               |
| 18 | Нерчинско-Заводский район    | 76 230 | 7436    | 8,9  | село Нерчинский Завод        |
| 19 | Оловяннинский район          | 76 232 | 30 984  | 6,3  | пгт Оловянная                |
| 20 | Ононский район               | 76 234 | 8720    | 6,0  | село Нижний Цасучей          |
| 21 | Петровск-Забайкальский район | 76 236 | 30 109  | 9,4  | город Петровск-Забайкальский |
| 22 | Приаргунский район           | 76 238 | 16 061  | 4,7  | пгт Приаргунск               |
| 23 | Сретенский район             | 76 240 | 18 527  | 15,2 | город Сретенск               |
| 24 | Тунгиро-Олёкминский район    | 76 242 | 1147    | 43,8 | село Тупик                   |
| 25 | Тунгокоченский район         | 76 244 | 10 009  | 50,4 | село Верх-Усугли             |
| 26 | Улётовский район             | 76 246 | 24 821  | 16,5 | село Улёты                   |
| 27 | Хилокский район              | 76 247 | 25 519  | 14,8 | город Хилок                  |
| 28 | Чернышевский район           | 76 248 | 30 066  | 12,8 | пгт Чернышевск               |
| 29 | Читинский район              | 76 250 | 408 514 | 16,2 | город Чита                   |
| 30 | Шелопугинский район          | 76 252 | 5994    | 4,4  | село Шелопугино              |
| 31 | Шилкинский район             | 76 254 | 36 230  | 6,4  | город Шилка                  |
| примечание: выделенные розовым цветом районы входят в административно-территориальную единицу с особым статусом Агинский Бурятский округ с центром в посёлке Агинское |                              |        |         |      |                              |

## Муниципальное устройство
В рамках муниципального устройства края, в границах административно-территориальных единиц Забайкальского края, с учётом всех преобразований до июля 2020 года существовали следующие муниципальные образования:
- 4 городских округа,
- 31 муниципальный район,
  - 41 городское поселение и
  - 333 сельских поселения.

В июле 2020 года Каларский и Приаргунский муниципальные районы были преобразованы в муниципальные округа. Летом 2022 года в муниципальные округа были преобразованы Тунгокоченский, Акшинский, Александрово-Заводский, Нерчинско-Заводский муниципальные округа. В 2023 году в Ононский муниципальный район преобразован в муниципальный округ. В феврале―декабре 2023 года в муниципальные округа были преобразованы 9 муниципальных районов с упразднением одного городского округа (г. Петровск-Забайкальский).
В результате произведённых преобразований муниципальное устройство выглядит так:
- 3 городских округа,
- 15 муниципальных округов,
- 16 муниципальных районов, которые включают
  - 29 городских поселений,
  - 200 сельских поселений.

Всего 263 муниципальных образования, а также 4 межселенные территории.

### Городские, муниципальные округа и районы
| № на карте | Флаг | Герб | Название               | Код ОКТМО | Население (чел.) | Площадь (км²) | Плотность (чел./км²) | Административный центр       |
| --- | ---- | ---- | ---------------------- | --------- | ---------------- | ------------- | -------------------- | ---------------------------- |
| Городские округа |      |      |                        |           |                  |               |                      |                              |
| |      |      | город Чита             | 76 701    | ↘334 427         | 534.0         | 631,2                |                              |
| |      |      | ЗАТО посёлок Горный    | 76 785    | ↘7565            | 6.2           | 1220,16              |                              |
| |      |      | посёлок Агинское       | 76 702    | ↘16 595          | 65            | 255,31               |                              |
| Муниципальные округа |      |      |                        |           |                  |               |                      |                              |
| 2 |      |      | Акшинский              | 76 603    | ↘8788            | 7434.83       | 1,18                 | село Акша                    |
| 3 |      |      | Александрово-Заводский | 76 604    | ↘6214            | 7132.29       | 0,87                 | село Александровский Завод   |
| 4 |      |      | Балейский              | 76 606    | ↘15 895          | 4910.91       | 3,24                 | город Балей                  |
| 6 |      |      | Газимуро-Заводский     | 76 610    | ↘8146            | 14423.18      | 0,56                 | село Газимурский Завод       |
| 8 |      |      | Забайкальский          | 76 612    | ↘19 795          | 5253.65       | 3,77                 | пгт Забайкальск              |
| 9 |      |      | Каларский              | 76 515    | ↘7614            | 56691.8       | 0,13                 | пгт Новая Чара               |
| 10 |      |      | Калганский             | 76 618    | ↘5945            | 3232.60       | 1,84                 | село Калга                   |
| 12 |      |      | Краснокаменский        | 76 621    | ↘55 961          | 5327.57       | 10,5                 | город Краснокаменск          |
| 16 |      |      | Могочинский            | 76 626    | ↘21 424          | 25322.86      | 0.85                 | город Могоча                 |
| 18 |      |      | Нерчинско-Заводский    | 76 630    | ↘7436            | 9032.03       | 0,82                 | село Нерчинский Завод        |
| 20 |      |      | Ононский               | 76 634    | ↘8720            | 5994.18       | 1,45                 | село Нижний Цасучей          |
| 21 |      |      | Петровск-Забайкальский | 76 636    | ↘15 094          | 8958.05       | 1,68                 | город Петровск-Забайкальский |
| 22 |      |      | Приаргунский           | 76 538    | ↘16 061          | 5185.60       | 3,1                  | пгт Приаргунск               |
| 25 |      |      | Тунгокоченский         | 76 644    | ↘10 009          | 51448.83      | 0,19                 | село Верх-Усугли             |
| 26 |      |      | Улётовский             | 76 646    | ↘17 256          | 16166.66      | 1,07                 | село Улёты                   |
| 30 |      |      | Шелопугинский          | 76 652    | ↘5994            | 4364.55       | 1,37                 | село Шелопугино              |
| Муниципальные районы |      |      |                        |           |                  |               |                      |                              |
| 1 |      |      | Агинский               | 76 602    | ↘15 994          | 6071.04       | 2,63                 | пгт Агинское                 |
| 5 |      |      | Борзинский             | 76 609    | ↘45 109          | 8848.42       | 5,1                  | город Борзя                  |
| 7 |      |      | Дульдургинский         | 76 611    | ↘13 903          | 7185.72       | 1,93                 | село Дульдурга               |
| 11 |      |      | Карымский              | 76 620    | ↘33 867          | 8005.35       | 4,23                 | пгт Карымское                |
| 13 |      |      | Красночикойский        | 76 622    | ↘16 456          | 28295.48      | 0,58                 | село Красный Чикой           |
| 14 |      |      | Кыринский              | 76 624    | ↘10 639          | 16048.29      | 0,66                 | село Кыра                    |
| 15 |      |      | Могойтуйский           | 76 625    | ↘23 209          | 6269.46       | 3,7                  | пгт Могойтуй                 |
| 17 |      |      | Нерчинский             | 76 628    | ↗27 070          | 5435.26       | 4,98                 | город Нерчинск               |
| 19 |      |      | Оловяннинский          | 76 632    | ↘30 984          | 6086.78       | 5,09                 | пгт Оловянная                |
| 23 |      |      | Сретенский             | 76 640    | ↘18 527          | 15739.45      | 1,18                 | город Сретенск               |
| 24 |      |      | Тунгиро-Олёкминский    | 76 642    | ↘1147            | 42859.4       | 0,03                 | село Тупик                   |
| 27 |      |      | Хилокский              | 76 647    | ↘25 519          | 14831.65      | 1,72                 | город Хилок                  |
| 28 |      |      | Чернышевский           | 76 648    | ↘30 066          | 12940.72      | 2,32                 | пгт Чернышевск               |
| 29 |      |      | Читинский              | 76 650    | ↗71 451          | 15708         | 4,55                 | город Чита                   |
| 31 |      |      | Шилкинский             | 76 654    | ↘36 230          | 6074.09       | 5,96                 | город Шилка                  |
| примечание: выделенные розовым цветом районы входят в административно-территориальную единицу с особым статусом Агинский Бурятский округ с центром в посёлке Агинское |      |      |                        |           |                  |               |                      |                              |

## История

### 1783—1805 годы. Нерчинская область

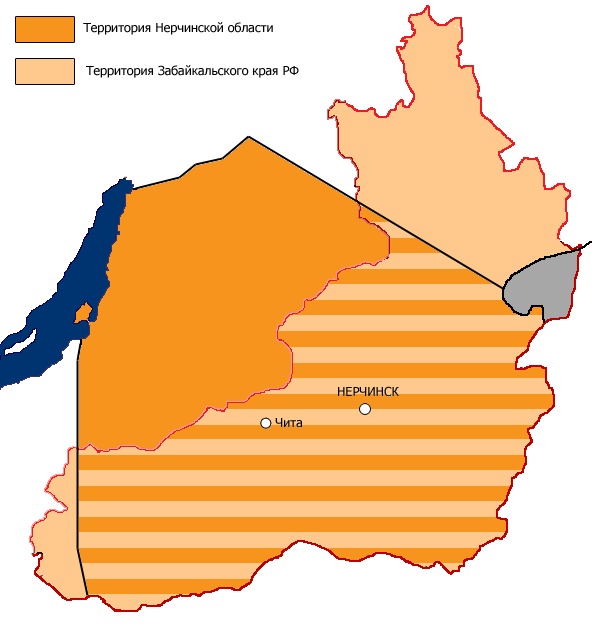
Территория Нерчинской области Российской империи

6 марта 1783 года на основании Именного Указа было образовано Иркутское наместничество в составе четырёх областей, в том числе 11 февраля 1784 года была образована Нерчинская область (центр — город Нерчинск), которая делилась на 4 уезда:
- Баргузинский уезд (центр — город Баргузинск)
- Доронинский уезд (центр — город Доронинск)
- Нерчинский уезд (центр — город Нерчинск)
- Сретенский уезд (центр — город Сретенск)[21]

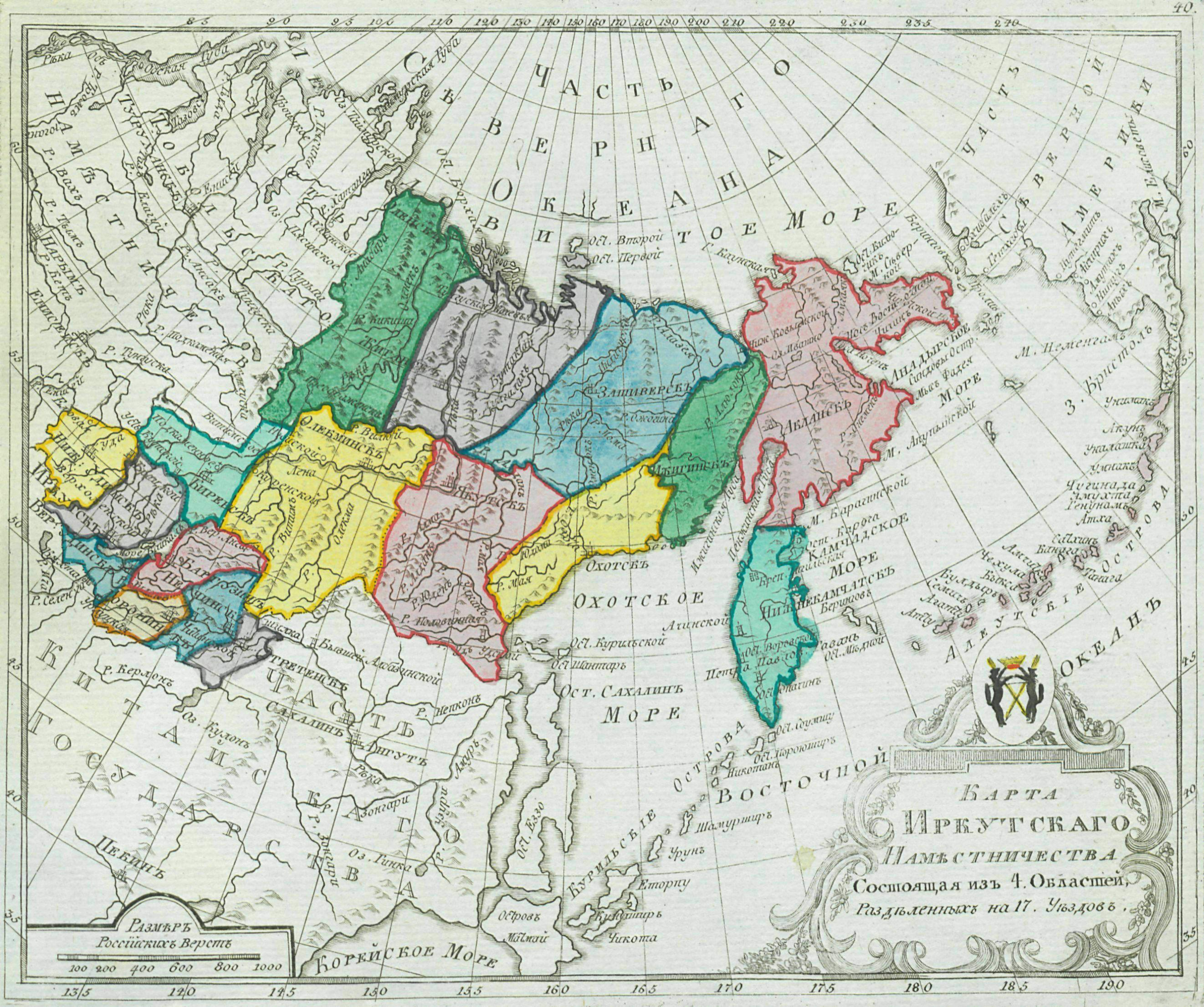
Уезды Нерчинской области Иркутского наместничества, 1792 год

12 декабря 1796 года Нерчинская область вошла в состав новообразованной Иркутской губернии.
В 1798 году были упразднены Доронинский и Сретенский уезды, их территория вошла в состав Нерчинского уезда.
22 апреля 1805 года согласно Именному указу Нерчинская область была ликвидирована, Нерчинский уезд вошёл в состав Иркутской губернии (см. далее АТД Иркутской области).

### 1851—1919 годы. Забайкальская область
11 июля 1851 года, путём выделения из Иркутской губернии Верхнеудинского и Нерчинского округов и Кяхтинского градоначальства), была образована Забайкальская область, которая включала в себя большую часть нынешнего Забайкальского края.
9 февраля 1863 года Именным указом Кяхтинское градоначальство было упразднено, его территория вошла в состав Забайкальской области.
В 1870 году было образовано три новых округа: Баргузинский, Селенгинский и Читинский, в 1872 году — ещё три: Троицкосавский, Акшинский и Нерчинско-Заводский. В 1901 году округа были преобразован в уезды.

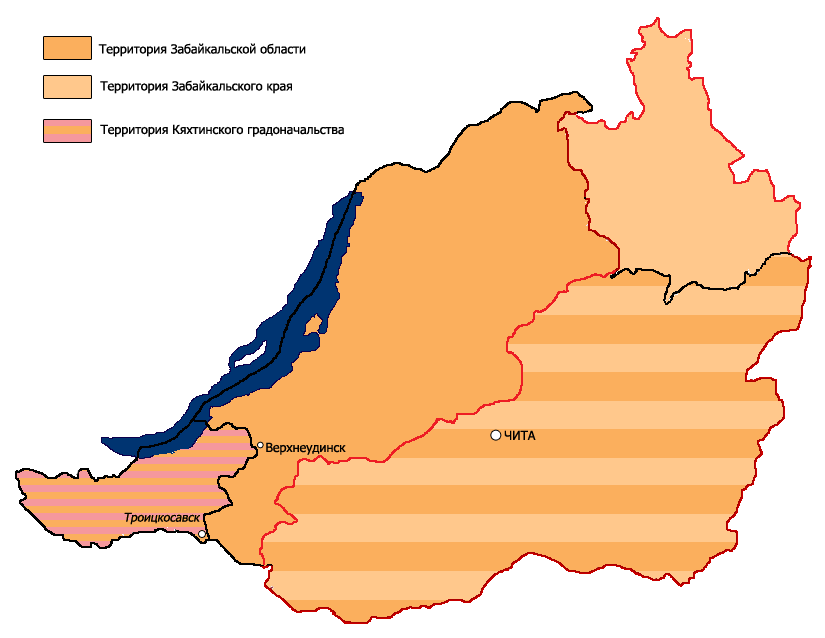
Территория Забайкальской области Российской империи

Первоначально область входила в состав Восточно-Сибирского генерал-губернаторства. 16 июня 1884 года она была передана в состав Приамурского генерал-губернаторства. 17 марта 1906 года — включена в состав Иркутского генерал-губернаторства, где была до марта 1917 года.
После принятия в октябре 1917 года на Общебурятском съезде в городе Верхнеудинске Статута о временных органах по управлению, начинается территориальное, хозяйственное и административное размежевание бурятского и русского населения. Бурятское население, проживавшее на территории Забайкальской области объединяется в сомоны, хошуны и аймаки. В Забайкальской области образовались аймаки: Агинский, Баргузинский (наряду с Баргузинским уездом), Хоринский и Селенгинский. В связи с организацией последнего был упразднён Селенгинский уезд, русское население которого присоединилось к Троицкосавскому и Верхнеудинскому уездам. В следующем году Верхнеудинский уезд был разделён на два уезда: Верхнеудинский и Петровско-Забайкальский.

### 1920—1926 годы. Забайкальская область, губерния
6 апреля 1920 года была провозглашена Дальневосточная республика, в состав которой вошла, в том числе, и Забайкальская область.
22 ноября 1920 года постановлением правительства ДВР из Забайкальской области была выделена Прибайкальская область, в составе 3 уездов: Баргузинского, Верхнеудинского и Троицкосавского.
10 ноября 1922 года оставшаяся часть Забайкальской области была преобразована в Забайкальскую губернию (центр — город Чита), которая разделялась на шесть уездов:
- Акшинский
- Александрово-Заводский
- Нерчинский
- Нерчинско-Заводский
- Сретенский
- Читинский[24]

15 ноября 1922 года Президиум ВЦИК принял постановление «Об объединении РСФСР и ДВР в качестве Дальневосточной области» с центром в Чите (с декабря 1923 года — в Хабаровске). В её состав вошли области ДВР, переименованные в губернии: Амурская, Забайкальская, Приамурская, Прибайкальская, Приморская (с северной частью о. Сахалин) и Камчатская область РСФСР. Дальневосточной области так же административно подчинялась полоса отчуждения Китайско-Восточной железной дороги.
К 1 января 1926 года административно-территориальное устройство Забайкальской губернии было следующим:
| Уезд                | Центр                  | Волости |
| ------------------- | ---------------------- | --- |
| Борзинский          | посёлок Борзя          | Александро-Заводская, Быркинская, Кайластуевская, Оловяннинская, Цасучеевская, Чиндант-Борзинская                                                    |
| Нерчинский          | город Нерчинск         | Знаменская, Зюльзинская, Калининская, Могочинская, Ново-Троицкая, Размахнинская, Ундинская, Чернышевская, Шилкинская                                 |
| Петровско-Заводской | город Петровский Завод | Бичурская, Коротковская, Красноярская, Малетинская, Мензинская, Ново-Тарбагатайская, Урлукская, Хилокская                                            |
| Сретенский          | город Сретенск         | Аргунская, Богдатская, Газимуро-Заводская, Капунская, Нерчинско-Заводская, Покровская, Сретенская, Усть-Карийская, Шелопугинская                     |
| Читинский           | город Чита             | Акшинская, Карымская, Кыринская, Маккавеевская, Могзонская, Николаевская, Татауровская, Титовская, Тыргетуевская, Хайцанский хошун, Черновский район |

### 1926—1930 годы. Сретенский и Читинский округа ДВК
4 января 1926 года постановлением Президиума ВЦИК Дальневосточная область была преобразована в Дальневосточный край с центром в Хабаровске. Этим же постановлением устанавливалась окружная и районная система деления края. В состав ДВК вошло 9 округов, разделённых на 76 районов, в том числе:
- Сретенский — в пределах Сретенского уезда (за исключением части Покровской волости), Нерчинского уезда (за исключением Могочинской, Размахинской, части Шилкинской и части Ново-Троицкой волостей), и части Александрово-Заводской волости Борзинского уезда Забайкальской губернии
- Читинский — в пределах Читинского уезда, Борзинского уезда (за исключением Александрово-Заводской волости), Размахинской волости, части Шилкинской и части Ново-Троицкой волостей Нерчинского уезда Забайкальской губернии

| Округ      | Центр          | Районы |
| ---------- | -------------- | --- |
| Сретенский | город Сретенск | Витимо-Каренгский ороченский туземный, Газимуро-Заводский (центр — село Газимурский Завод), Жидкинский (центр — село Рухлово), Нерчинский (центр — город Нерчинск), Нерчинско-Заводский (центр — село Нерчинский Завод), Олинский (центр — село Олинское), Сретенский (центр — город Сретенск), Усть-Карийский (центр — пр. Казаковский), Чернышевский (центр — село Чернышевское) |
| Читинский  | город Чита     | Акшинский (центр — город Акша), Александровско-Заводский (центр — село Александровский Завод), Борзинский (центр — село Борзя), Быркинский (центр — село Бырка), Карымский (центр — село Карымское), Красноярский (центр — село Красный Яр), Кыринский (центр — село Кыринское), Малетинский (центр — село Малета), Оловянинский (центр — село Оловянное), Петровско-Заводский (центр — город Петровский Завод), Титовский (центр — город Чита), Улётовский (центр — село Улёты), Хилокский (центр — село Хилок), Шилкинский (центр — село Шилка) |

В 1926 году посёлок Петровский Завод получил статус города и был переименован в Петровск-Забайкальский, район сохранил своё название — Петровско-Заводский до 1963 года.
1 июля 1927 года Хоацайский и Хилоко-Бурятский хошуны были преобразованы в национальные районы.

### 1930—1936 годы. Районы Восточно-Сибирского края
30 июля 1930 года Читинский и Сретенский округа Дальневосточного края были переданы в состав новообразованного Восточно-Сибирского края. Одновременно с этим округа были упразднены, их районы отошли в прямое подчинение Восточно-Сибирского края, а Зейского округа — в подчинение Дальневосточного края.
10 декабря 1930 года из южной оконечности Бодайбинского района (так называемый Каларский угол), Витимо-Каренгского туземного района Восточно-Сибирского края и территории в районе рек Нюкжи и Олёкмы (так называемый Тупиковский туземный район) Якутской АССР был образован Витимо-Олёкминский национальный (Эвенкийский) округ (центр — Усть-Муя; временно) в составе Восточно-Сибирского края. Округ состоял из 4 районов:
- Витимо-Олёкминский (центр — фактория Толочи на реке Каренге)
- Каларский (центр — рабочий посёлок имени XI лет Октября на реке Катымяхта; временно)
- Мачинский (центр — Химолхо)
- Тупиковский (центр — Тупик)[31]

В 1931 году Хоацайский и Хилоко-Бурятский национальные районы были объединены в Хилоко-Хоацайский район с центром в Могзоне.
В 1932 году был упразднён Хилокский район, территория которого вошла в состав Хилоко-Хоацайского, Петровск-Забайкальского и Красноярского районов.
В 1933 году село Красный Яр, центр Красноярского района, было переименовано в Красный Чикой, район — в Красночикойский.
В 1934 году Хилоко-Хоацайский район был переименован в Улан-Хилокский территориальный район.
11 февраля 1935 года был ликвидирован Жидкинский район (центр — село Жидка). Часть его территории вошла в новообразованный Балейский район, часть — в новообразованный Шахтаминский район (центр — село Шелопугино). В то же время
из ликвидированного Улан-Хилокского, части территории Петровск-Забайкальского и Красночикойского районов был вновь создан Хилокский район (центр — посёлок Хилок).
В 1935 году были также упразднены Олинский район (центр — село Олинск), территория которого вошла в состав Нерчинского района; Малетинский район, территория которого вошла в состав Петровско-Забайкальского района.
5 декабря 1936 года Восточно-Сибирский край был разделён на Бурят-Монгольскую АССР и Восточно-Сибирскую область (центр — город Иркутск) в составе 45 районов.

### 1937—2008 годы. Читинская область и АБАО

#### 1937—1950 годы

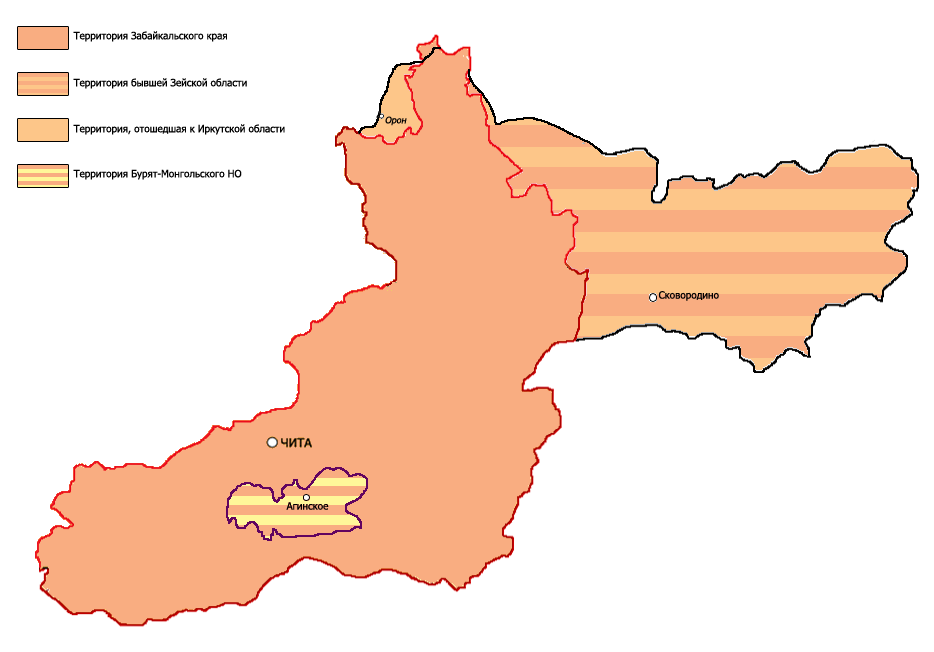
Территория Читинской области к 1940 году

Читинская область в составе РСФСР с центром в Чите была образована 26 сентября 1937 года в результате разделения Восточно-Сибирской области. В состав новообразованной Читинской области были включены, в том числе, 6 районов ликвидированной Зейской области:
- Джелтулакский
- Зейский
- Зейско-Учурский
- Могочинский
- Рухловский
- Тыгдинский

А также два аймака Бурят-Монгольской АССР, преобразованные в Агинский Бурят-Монгольский национальный округ (АБМНО) Читинской области:
- Агинский
- Улан-Ононский

2 сентября 1938 года был ликвидирован Витимо-Олёкминский национальный округ, территория которого вошла в состав Читинской области. Были образованы следующие районы:
- Каларский
- Нюкжинский
- Тунгиро-Олёкминский (21 сентября)
- Тунгокоченский (21 сентября; центр — село Тунгокочен)

16 декабря 1938 года город Рухлово был переименован в город Сковородино, а Рухловский район — в Сковородинский.
| Район                                         | Центр                         | Сельсоветы, города и посёлки районного подчинения |
| --------------------------------------------- | ----------------------------- | --- |
| Чита                                          |                               | посёлок Черновские Копи |
| Акшинский                                     | село Акша                     | Акшинский, Бытэвский, Могойтуйский, Нарсунский, Ново-Казачинский, Ново-Кургатайский, Ново-Ульхунский, Онкоекский, Оройский, Тохторский, Убур-Тохторский, Урейский, Усть-Илинский, Чигитэевский, Шелебенгуйский |
| Александрово-Заводский                        | посёлок Александровский Завод | Акатуйский, Александрово-Заводский, Алгочинский, Базановский, Бохтинский, Верх-Аленуйский, Золинский, Клинский, Кокуйский 1-й, Кокуйский 2-й, Краснояровский, Кузнецовский, Кутугайский, Маньковский, Николаевский, Онон-Борзинский, Пурийский, Усть-Оленуйский |
| Балейский                                     | город Балей                   | Барановский, Бочкарёвский, Б. Казаковский, Буторинский, Гробовский, Джидинский, Ёлкинский, Жидкинский, Житковский, Журявлевский, Казаково-Промысловский, Колобовский, Лукинский, Матусовский, Маректинский, Нжне-Гирюнинский, Ново-Ивановский, Нижне-Ильдиканский, Нижне-Кокуйский, Оноховский, Подойницинский, Средне-Ильдиканский, Ундинский, Ундино-Посельский, город Балей |
| Борзинский                                    | посёлок Борзя                 | Абагайтуйский, Акурайский, Биликтуйский, Брусиловский, Даурский, Довгокычинский, Кайластуйский, Капцегайтуйский, Ключевский, Кондуйский, Кулусутайский, Курунзулайский, Надаровский, Нарынский, Ново-Заряинский, Олдондинский, Передне-Брыкинский, Соктуй-Милозанский, Соловьёвский, Средне-Аргунский, Тургинский, Тюкавкинский, Усть-Озёрский, Хада-Булакский, Чиндантский, Чёрно-Озёрский, Цаган-Олунский, Шоноктуйский, посёлки Борзя, Букука, Колангуй, Ширловая Гора |
| Быркинский                                    | село Бырка                    | Богдановский, Буринский, Быркинский, Васильевско-Хуторской, Васильевско-Хуторской, Верх-Тасуркайский, Доновский, Дуройский, Заргольский, Калганский, Кличкинский, Кутинский, Манкечурский, Мулинский, Нижне-Калгуканский, Ново-Иваногский, Ново-Цурухайтуйский, Покровский, Савво-Борзинский, Селиндинский, Старо-Цурухайтуйский, Талман-Борзинский, Урулюнгуйский, Усть-Тасуркайский, Чингильтуйский, Чиндагатайский, Чупровский, Шараканский, Шаринский |
| Газимуро-Заводский                            | село Газимурский Завод        | Батаканский, Богдатский, Буруканский, Везжилинский, Газимуро-Заводский, Горбуновский, Догьинский, Закаменский, Зеренский, Калдагипский, Курдюмдиканский, Лугиянский, Налимский, Солонцовский, Тайнинский, Трубачёвский, Ушмунский, Яковлевский |
| Джелтулакский                                 | село Тында                    | Амуткачинский, Джелтулакский, Орогжанский, Первомайский, Тындинский |
| Зейский                                       | город Зея                     | Александровский, Амуро-Балтийский, Берёзовский, Владимировский, Дамбукинский, Заречно-Свободской, Золотогорский, Ивановский, Николаевский, Ново-Ямпольский, Овсянковский, Пионерский, Потехинский, Сианский, Уганский, Умлеканский, Юбилейный, город Зея, посёлки Октябрьский, Ясный |
| Зейско-Учурский                               | село Бомнак                   | Бомнакский, Купуринский, Огоронский, Сугджарский, Унахинский, Унья-Бомнакский, Чапский |
| Каларский                                     | село Чара                     | Нелятский, Средне-Каларский, Чарский, посёлок Им. 11 Октября |
| Карымский                                     | посёлок Карымское             | Адриановский, Аргалейский, Бальзинский, Баяндаргинский, Верхне-Талачинский, Дарасунский, Жимбиринский, Кайдаловский, Ключевский, Краснояровский, Кумахтинский, Макковеевский, Маякинский, Нарын-Талачинский, Николаевский, Ново-Доронинский, Оленгуйский, Пакуловский, Пальшинский, Посельский, Средне-Толочинский, Туринский, Тыргетуйский, Ульзутуевский, Ундургинский, Урульгинский, Усть-Нацигунский, Усть-Талачинский, посёлок Карымское |
| Красночикойский                               | село Красный Чикой            | Александровский, Архангельский, Альбитуйский, Ацанский, Байхорский, Барахоевский, Большаковский, Бур. Сомонский, Быковский, Верхне-Нарымский, Верх-Шергольджинский, Гремячинский, Гутайский, Должинский, Дурновский, Жиндоконский, Жинзойский, Захаровский, Коротковский, Красночикойский, Котойский, Маргинтуйский, Мензинский, М. Архангельский, Нижне-Нарымский, Средне-Шергольджинский, Осиновский, Укырский, Урлукский, Усть-Урлукский, Фомичёвский, Хилкотойский, Шимбиликский, Шинкинский, Шонуйский, Этыдэйский, курортный посёлок Ямаровка                                                                            |
| Кыринский                                     | село Кыра                     | Алтанский, Бальджиканский, Билютуйский, Букукинский, Былыринский, Верхне-Ульхунский, Кулиндивский, Кыринский, Любавинский, Мангутский, Мало-Павловский, Тургенский, Тыринский, Ульхун-Партионский, посёлок Хапчеранга |
| Могочинский                                   | посёлок Могоча                | Аникинский, Джелондинский, Жигдочинский, Кудечинский, Мучикавский, Покровский, Сбегинский, Таптугарский, Чалдонский, Чичатский, посёлки Амазар, Итака, Ксеньевка, Могоча |
| Нерчинский                                    | город Нерчинск                | Беломестновский, Бишиганский, Бронниковский, Бянкинский, В. Ключевской, Знаменский, Зюльзиканский, Зюльзянский, Илимский, Калиновский, Кангильский, Котельниковский, Крупянский, Кулаковский, Кумакинский, Н. Ключевской, Олеханский, Олинский, Пешковский, Родионовский, Савватеевский, Шеметовский, Шивкинский, город Нерчинск |
| Нерчинско-Заводский                           | село Нерчинский Завод         | Аргунский, Больше-Зерентуйский, Булдуруйский, Георгиевский, Горбуновский, Горно-Зерентуйский, Золотоношенский, Ивановский, Илянский, Ишагинский, Кадаинский, Козловский, Кочеянский, Кудекинский, Кутомарский, Марьинский, Михайловский, Нерчинско-Заводский, Нижне-Вереинский, Н. Башуровский, Олочинский, Патринский, Потаскуйский, Серединский, Средне-Борзинский, Талаканский, Уров-Ключевской, Чащино-Ильдиканский, Явленский |
| Нюкжинский                                    | посёлок Средняя Нюкжа         | Нюкжинский, Усть-Нюкжинский, посёлок Средняя Нюкжа |
| Оловяннинский                                 | посёлок Оловянная             | Байн-Цаганский, Буйлесанский, Бурулятуйский, В. Шаранайский, Икаральский, Караксарский, Кобухайвский, Комкайский, Кулиндинский, Куранжинский, Ново-Дурулгуйский, Н. Чандантский, Н. Шаранайский, Старо-Дурулгуйский, Старо-Чандантский, Тут-Халтуйский, Улятуйский, Усть-Лисканский, Хара-Быркаский, Цасучейский, Цугульский, Шундуйский, Шивиянский, посёлок Оловянная |
| Петровско-Заводский                           | город Петровск-Забайкальский  | Алентуйский, Б. Катангарский, Кандабаевский, Катаевский, Катангарский, Кулинский, Малетинский, Н. Зардаминский, Н. Никольский, Оборский, Орсукский, Песчанский, Ст. Зардаминский, Тарбагатайский, Толбагинский, Унгонский, Хараузский, Хилогинский, Хохотуйский, город Петровск-Забайкальский, посёлок Ново-Павловка |
| Сковородинский                                | город Сковородино             | Албазинский, Бейтоновский, Бекетовский, Воскресеновский, Джалиндинский, Игнашинский, Ольдойский, Омутнинский, Орловский, Перемыкинский, Свербеевский, Скибиевский, Талданский, Улягирский, Урушинский, город Сковородино, посёлки Ерофей Павлович, Невер, Соловьёвск |
| Сретенский                                    | город Сретенск                | Абрамовский, Адомский, Болотовский, Боринский, В. Алиянский, В. Куенгинский, Делюнский, Дунаевский, Кокертайский, Кудеинский, Курлычинский, Ломовский, Матаканский, Молодовский, Н. Куенгинский, Усть-Нарензорский, Удычанский, Уктычанский, Фарковский, Фирсовский, Чикичейский, Шакшинский, город Сретенск, посёлок Кокуй |
| Тунгиро-Олёкминский                           | село Тупик                    | Верхне-Олёкминский, Киндыгирский, Средне-Олёкминский, Тупикский |
| Тунгокоченский                                | село Тунгокочен               | Акиминский, Зелёно-Озёрский, Кыкерский, Тунгокоченский, Ульдургинский, Усуглинский, Юмурченский, посёлок Калакан |
| Тыгдинский                                    | село Тыгда                    | Берёзовский, Горкинский, Дактуйский, Ермаковский, Калиновский, Кузнецовский, Мунгаловский, Ново-Покровский, Ольгинский, Смирновский, Толбузинский, Торойский, Тыглинский, Черняевский, посёлки Магдагачи, Сиваки, Ушумун |
| Улётовский                                    | село Улёты                    | Аблатуканский, Артинский, Бальзойский, Гореканский, Горекацанский, Дешуланский, Доронинский, Николаевский, Н. Ключевской, Н. Павловский, Н. Салинский, Тангинский, Татауровский, Улётовский, Хадактинский, Черемховский, Шебартуйский, посёлок Дровяная |
| Усть-Карский                                  | посёлок Усть-Карск            | Аркиянский, Ботовский, Будюмканский, В. Карский, В. Куларинский, Горбицинский, Ивановский, Кактолгинский, Кучгайский, Н. Карский, Половининский, Старо-Лоншаковский, Урюпинский, Усть-Лубиянский, Усть-Нарчинский, Усть-Чернинский, Черенский, Шилкинско-Заводской, посёлки Курлея, Усть-Карск |
| Хилокский                                     | посёлок Хилок                 | Аренурский, Бадино-Бугутуйский, Бадино-Кусотинский, Бадинский, Бильчирский, Глинкинский, Гыршелунский, Дайгурский, Жипхегенский, Мухор-Шибирский, Сарантуйский, Семиозёрский, Тайдутский, Укурикский, Харагунский, Хилогосонский, Хушенгинский, Черемховский, Энгорокский, посёлки Могзон, Хилок |
| Чернышевский                                  | село Пашенная                 | Алеурский, Бородинский, Бушулейский, Гаурский, Икшицкий, Кумакандинский, Курулинский, Мильгидунский, Николаевский, Ново-Ильинский, Ново-Орловский, Озёринский, Посельский, Старый Орловский, Такшинский, Улейский, Усть-Ундургинский, Утанский, Шивия-Наделяевский, посёлки Аксёново-Зиловское, Букачача, Им. Кагановича |
| Читинский                                     | город Чита                    | Авдеевский, Александровский, Арахлейский, Беклемишевский, Бургенский, Вознесенский, В. Нарымский, В. Читинский, Глубокинский, Домно-Ключевской, Ерёменский, Живковшинский, Засопкинский, Иргенский, Каштакский, Колочный, Ново-Кукинский, Ново-Троицкий, Преображенский, Сивяковский, Смоленский, Сохондинский, Тасейский, Угданский, Черновский, Шишкинский, Яблоновский |
| Шахтаминский                                  | посёлок Нижняя Шахтама        | Баньщиковский, Б. Тонтойский, Верх-Ягьинский, Глининский, Даинский, Даяконский, Деревцовский, Ишиканский, Копунский, Мироновский, Тергенский, Туровский, Чонгульский, Шадоронский, Шелопугинский, Шивиянский, посёлок Нижняя Шахтама |
| Шилкинский                                    | посёлок Шилка                 | Апрелковский, Байцегуйский, Береинский, Богомягковский, Верх-Олинский, Верх-Теленгуиский, Верх-Хилинский, Галкинский, Домочарский, Дуралейский, Завитинский, Закаменский, Зубаревский, Казановский, Кибасовский, Кирочинский, Кокуй-Комогорцевский, Краснояровский, Макаровский, Мирсановский, Митрофановский, Нижне-Станский, Нижне-Хилинский, Номоконовский, Погодаевский, Пушкарёвский, Размахнинский, Савинский, Самсоновский, Средне-Киинский, Сухайтуйский, Торгинский, Торгоконский, Ульяновский, Унинкерский, Усть-Агинский, Усть-Ононский, Усть-Теленгуйский, Цагакшинский, Чиронский, посёлки Дарасун, Холбон, Шилка |
| Агинский Бурят-Монгольский национальный округ | село Агинское                 | Ага-Хангильский, Агинский, Алханайский, Будулайский, Дульдургинский, Зугалайский, Зуткулейский, Конкурский, Могойтуйский, Онгоцонский, Ортуйский, Сулунтуйский, Тарбальжейский, Таптанайский, Токчинский, Узонский, Удачинский, Урдо-Агинский, Уронайский, Хара-Шибирский, Хойто-Агинский, Цаганольский, Цокто-Хангильский, Чиндалейский |

5 февраля 1941 года в результате разукрупнения Оловяннинского (Байн-Цаганский, Буйлесанский, Икаральский, Кобухайвский, Куранжинский, Ново-Дурулгуйский, Старо-Дурулгуйский, Старо-Чандантский, Тут-Халтуйский, Усть-Лисканский и Цасучейский сельсоветы) и Борзинского (Кулусутайский и Соловьёвский сельсоветы) районов был образован Ононский район (центр — село Нижний Цасучей), в который также вошла часть Улан-Ононского аймака. Оставшаяся часть Улан-Ононского аймака была переименована в Дульдургинский район АБМНО (центр — село Дульдурга). В том же году в Агинском округе были образованы Агинский и Могойтуйский районы АБМНО.
8 декабря 1942 года во вновь образованный Калганский район были переданы Буринский, Верхне-Калгуканский, Доновский, Калганский, Нижне-Калгуканский, Чингильский, Чингильтуйский и Чупровский сельсоветы Быркинского района и Больше-Зерентуйский, Горно-Зерентуйский, Золотоношенский, Ивановский, Кадаинский, Козловский, Кутомарский, Михайловский, Потаскуйский, Средне-Борзинский, Чащино-Ильдиканский и Явленский сельсоветы Нерчинско-Заводского района.
19 июня 1948 года указом Президиума Верховного Совета РСФСР Агинский, Могойтуйский и Дульдургинский районы в составе АБМНО были ликвидированы. 2 августа того же года Джелтулакский, Зейский, Зейско-Учурский, Нюкжинский, Сковородинский и Тыгдинский районы Читинской области были включены в состав Амурской области.

#### 1951—1962 годы
25 августа 1951 года Агинский, Могойтуйский и Дульдургинский районы Агинского Бурят-Монгольского национального округа были восстановлены.
16 сентября 1958 года Агинский Бурят-Монгольский НО был переименован в Агинский Бурятский национальный округ.
В 1959 году был ликвидирован Усть-Карский район (центр — посёлок Усть-Карск), территория которого вошла в состав Сретенского района.
24 августа 1961 года Шахтаминский район был переименован в Шелопугинский район.
30 марта 1962 года Указом Президиума Верховного Совета РСФСР Быркинский район был переименован в Приаргунский с перенесением районного центра из села Бырка в Приаргунск.

#### 1963—1965 годы
1 февраля 1963 года прошла всесоюзная реформа районного деления, в соответствии с которой районы Читинской области были разделены на сельские и промышленные. Указом Президиума Верховного Совета РСФСР были упразднены Акшинский, Александрово-Заводский, Быркинский, Могочинский, Нерчинско-Заводский, Ононский, Хилокский (территория была передана Петровск-Забайкальскому, Читинскому, Красночикойскому и Улётовскому районам) и Чернышевский районы. Были образованы Даурский, Карымский и Могочинский промышленные районы; город Шилка отнесён к категории городов областного подчинения.
В результате реформы Читинская область была разделена на 3 промышленных и 18 сельских районов, 4 города имели статус областного подчинения.
| Промышленные районы          | Даурский — (центр — пгт Шерловая Гора), Карымский — (центр — пгт Карымское), Могочинский — (центр — город Могоча) |
| Сельские районы              | Балейский — (центр — город Балей), Борзинский — (центр — город Борзя), Каларский — (центр — село Чара), Калганский — (центр — село Калга), Карымский — (центр пгт Карымское), Красночикойский — (центр — село Красный Чикой), Кыринский — (центр — село Кыра), Нерчинский — (центр — город Нерчинск), Оловяннинский — (центр — пгт Оловянная), Петровск-Забайкальский — (центр — город Петровск-Забайкальский), Приаргунский — (центр — пгт Приаргунск), Сретенский — (центр — город Сретенск), Тунгиро-Олёкминский — (центр — село Тупик), Тунгокоченский — (центр — село Тунгокочен), Улётовский — (центр — село Улёты), Читинский — (центр — город Чита), Шелопугинский — (центр — село Шелопугино), Шилкинский — (центр — город Шилка) |
| Города областного подчинения | Балей, Петровск-Забайкальский, Чита, Шилка |

4 марта 1964 года был упразднён Карымский сельский район.
12 января 1965 года в соответствии с постановлением ноябрьского (1964 года) Пленума ЦК КПСС деление Читинской области на промышленные и сельские районы было упразднено. Вновь были образованы районы:
- Акшинский — (центр — село Акша)
- Карымский — (центр — посёлок городского типа Карымское)
- Могочинский — (центр — город Могоча)
- Чернышевский — (центр — посёлок городского типа Чернышевск)

Город Шилка был отнесён к категории городов районного подчинения.

#### 1966—2008 годы
30 декабря 1966 года был вновь образован Ононский район (центр — село Нижний Цасучей), а также, путём выделения из Борзинского района части территории был образован Забайкальский район.
28 декабря 1973 года за счёт разукрупнения Петровск-Забайкальского и Читинского районов был вновь создан Хилокский район.
В 1976 году центр Тунгокоченского района был перенесён из села Тунгокочен в село Верх-Усугли.
В 1977 году Агинский Бурятский национальный округ получил статус автономного округа. 24 марта того же года путём выделения части территории Приаргунского и Забайкальского районов был образован Краснокаменский район (центр — город Краснокаменск).
В 1983 году из Шилкинского района в состав Тунгокоченского района был передан Нижнестанский сельсовет.
10 ноября 1994 года Агинский Бурятский автономный округ приобрёл статус субъекта Российской Федерации.

### с 2008 года. Забайкальский край
1 марта 2008 года путём объединения Читинской области и Агинского Бурятского автономного округа был образован Забайкальский край.
Законом Забайкальского края от 9 сентября 2011 года № 543-ЗЗК, с 1 октября 2011 года, объединены:
- сельские поселения «Шаранчинское» и «Кутугайское» в сельское поселение «Шаранчинское» с административным центром в селе Шаранча, включающее село Кириллиха, село Кутугай;
- сельские поселения «Васильевско-Хуторское» и «Манкечурское» в сельское поселение «Манкечурское» с административным центром в селе Манкечур, включающее село Васильевский Хутор, село Почекуй;
- сельские поселения «Вторококуйское» и «Бохтинское» в сельское поселение «Бохтинское» с административным центром в селе Бохто, включающее село Кокуй 2-й, село Верхний Аленуй;
- сельские поселения «Краснояровское» и «Первококуйское» в сельское поселение «Первококуйское» с административным центром в селе Кокуй 1-й, включающее село Красноярово;
- сельские поселения «Шаринское» и «Чиндагатайское» в сельское поселение «Чиндагатайское» с административным центром в селе Чиндагатай, включающее село Шара, село Шаракан;
- сельские поселения «Бутунтайское» и «Мулинское» в сельское поселение «Бутунтайское» с административным центром в селе Бутунтай, включающее село Мулино.

Законом Забайкальского края от 20 июля 2015 года № 1209-ЗЗК, 1 августа 2015 года были преобразованы, путём их объединения, сельские поселения «Аргунское» и «Ишагинское» в сельское поселение «Аргунское» с административным центром в селе Аргунск.
Законом Забайкальского края от 20 июля 2015 года № 1210-ЗЗК, 1 августа 2015 года были преобразованы, путём их объединения, сельские поселения «Арендинское» и «Улятуйское» в сельское поселение «Улятуйское» с административным центром в селе Улятуй.
24 июля 2020 года в муниципальные округа преобразованы Каларский (с переносом административного центра в пгт Новая Чара) и Приаргунский районы.
| Район                  | Центр                        | Сельские и городские поселения |
| ---------------------- | ---------------------------- | --- |
| Чита                   |                              | |
| Петровск-Забайкальский |                              | |
| Агинский               | посёлок Агинское             | Амитхаша, Будулан, Гуней, Кункур, Сахюрта, Судунтуй, Урдо-Ага, Хойто-Ага, Цокто-Хангил, Челутай, Южный Аргалей; Агинское, Новоорловск, Орловск |
| Акшинский              | село Акша                    | Акшинское, Бытэвское, Курулгинское, Могойтуйское, Нарасунское, Новокургатайское, Оройское, Тохторское, Убур-Тохторское, Улачинское, Урейское, Усть-Илинское |
| Александрово-Заводский | село Александровский Завод   | Александрово-Заводское, Бохтинское, Бутунтайское, Васильевско-Хуторское, Вторококуйское, Краснояровское, Кузнецовское, Кутугайское, Манкечурское, Маньковское, Мулинское, Николаевское, Ново-Акатуйское, Онон-Борзинское, Первококуйское, Савво-Борзинское, Чиндагатайское, Шаранчинское, Шаринское                           |
| Балейский              | город Балей                  | Жидкинское, Казаковское, Матусовское, Нижнегирюнинское, Нижнеильдиканское, Нижнекокуйское, Подойницынское, Ундино-Посельское, Ундинское; город Балей |
| Борзинский             | город Борзя                  | Акурайское, Биликтуйское, Ключевское, Кондуйское, Курунзулайское, Новоборзинское, Передне-Быркинское, Приозёрное, Соловьёвское, Усть-Озёрское, Хада-Булакское, Цаган-Олуйское, Чиндантское, Шоноктуйское, Южное; Борзинское, Шерловогорское                                                                                   |
| Газимуро-Заводский     | село Газимурский Завод       | Батаканское, Буруканское, Газимуро-Заводское, Зеренское, Кактолгинское, Солонцовское, Трубачевское, Ушмунское, Широкинское |
| Дульдургинский         | село Дульдурга               | Алханай, Ара-Иля, Бальзино, Дульдурга, Зуткулей, Иля, Таптанай, Токчин, Узон, Чиндалей |
| Забайкальский          | посёлок Забайкальск          | Абагайтуйское, Абагайтуйско-Рудничное, Билитуйское, Великанское, Даурское, Степное, Черно-Озёрское; Забайкальское |
| Каларский              | село Чара                    | Икабьинское, Куандинское, Чапо-Ологское, Чарское; Новочарское |
| Калганский             | село Калга                   | Буринское, Верхне-Калгуканское, Доновское, Калганское, Козловское, Нижнекалгуканское, Среднеборзинское, Чингильтуйское, Чупровское, Шивиянское; Кадаинское |
| Карымский              | посёлок Карымское            | Адриановское, Большетуринское, Жимбиринское, Кадахтинское, Кайдаловское, Маякинское, Нарын-Талачинское, Новодоронинское, Тыргетуйское, Урульгинское; Дарасунское, Карымское, Курорт-Дарасунское |
| Краснокаменский        | город Краснокаменск          | Арамогойтуйское, Богдановское, Кайластуйское, Капцегайтуйское, Маргуцекское, Соктуй-Милозанское, Среднеаргунское, Целинное, Юбилейное; Краснокаменское |
| Красночикойский        | село Красный Чикой           | Альбитуйское, Архангельское, Байхорское, Большереченское, Верхнешергольджинское, Жиндойское, Захаровское, Коротковское, Красночикойское, Малоархангельское, Мензинское, Урлукское, Конкинское, Черемховское, Шимбиликское |
| Кыринский              | село Кыра                    | Алтанское, Билютуйское, Верхнеульхунское, Гаваньское, Кыринское, Любавинское, Мангутское, Михайло-Павловское, Мордойское, Надежнинское, Тарбальджейский, Хапчерангинское, Ульхун-Партионское, Шумундинское |
| Могойтуйский           | посёлок Могойтуй             | Ага-Хангил, Боржигантай, Догой, Зугалай, Кусоча, Нуринск, Ортуй, Усть-Нарин, Ушарбай, Хара-Шибирь, Хила, Цаган-Ола, Цаган-Челутай, Цугол; Могойтуй |
| Могочинский            | город Могоча                 | Сбегинское, Семиозёрное; Амазарское, Давендинское, Ключевское, Ксеньевское, Могочинское |
| Нерчинский             | город Нерчинск               | Бишигинское, Верхнеключевское, Волочаевское, Заречинское, Знаменское, Зюльзинское, Илимское, Кумакинское, Нагорное, Нижнеключевское, Олеканское, Олинское, Пешковское; Нерчинское, Приисковское |
| Нерчинско-Заводский    | село Нерчинский Завод        | Аргунское, Большезерентуйское, Булдуруйское, Георгиевское, Горбуновское, Горно-Зерентуйское, Ивановское, Ишагинское, Михайловское, Нерчинско-Заводское, Олочинское, Уров-Ключевское, Чашино-Ильдиканское, Широковское, Явленское                                                                                              |
| Оловяннинский          | посёлок Оловянная            | Арендинское, Безречнинское, Булумское, Бурулятуйское, Долгокычинское, Единенское, Мирнинское, Ононское, Степнинское, Тургинское, Улан-Цацыкское, Улятуйское, Уртуйское, Хада-Булакское, Хара-Быркинское, Яснинское; Золотореченское, Калангуйское, Оловяннинское, Ясногорское                                                 |
| Ононский               | село Нижний Цасучей          | Большевистское, Буйлэсанское, Верхнецасучейское, Красноималкинское, Кулусутайское, Новодурулгуйское, Новозоринское, Раздольненское, Тут-Халтуйское, Цасучейское, Чиндантское |
| Петровск-Забайкальский | город Петровск-Забайкальский | Баляга-Катангарское Бурятское, Зугмарское, Катаевское, Катангарское, Малетинское, Песчанское, Толбагинское, Усть-Оборское, Хараузское, Хохотуйское; Балягинское, Новопавловское, Тарбагатайское |
| Приаргунский           | посёлок Приаргунск           | Быркинское, Досатуйское, Дуройское, Зоргольское, Молодёжнинское, Новоцурухайтуйское, Погадаевское, Пограничное, Староцурухайтуйское, Урулюнгуйское, Усть-Тасуркайское; Кличкинское, Приаргунское |
| Сретенский             | город Сретенск               | Алиянское, Ботовское, Верхнекуларкинское, Верхнекуэнгинское, Дунаевское, Молодовское, Усть-Наринзорское, Усть-Начинское, Фирсовское, Чикичейское, Шилкинско-Заводское; Кокуйское, Сретенское, Усть-Карское |
| Тунгиро-Олёкминский    | село Тупик                   | Заречное, Гулинское, Моклаканское, Среднеолёкминское, Тупикское |
| Тунгокоченский         | село Верх-Усугли             | Верх-Усуглинское, Зелёно-Озёрское, Красноярское, Кыкерское, Нижнестанское, Тунгокоченское, Усть-Каренгинское, Усуглинское, Юмурченское; Вершино-Дарасунское |
| Улётовский             | село Улёты                   | Аблатуйское, Артинское, Горекацанское, Доронинское, Ленинское, Николаевское, Тангинское, Улётовское, Хадактинское; Дровянинское |
| Хилокский              | город Хилок                  | Бадинское, Глинкинское, Жипхегенское, Закультинское, Линево-Озёрское, Укурикское, Харагунское, Хилогосонское, Хушенгинское, Энгорокское; Могзонское, Хилокское |
| Чернышевский           | посёлок Чернышевск           | Алеурское, Байгульское, Бушулейское, Гаурское, Икшицкое, Кадаинское, Комсомольское, Курлыченское, Мильгидунское, Новоильинское, Новооловское, Старооловское, Укурейское, Ульякапское, Утанское; Аксеново-Зиловское, Букачачинское, Жирекенское, Чернышевское                                                                  |
| Читинский              | город Чита                   | Александровское, Арахлейское, Беклемишевское, Верхнечитинское, Домнинское, Елизаветинское, Засопкинское, Ингодинское, Колочнинское, Ленинское, Леснинское, Маккавеевское, Новокукинское, Новотроицкое, Оленгуйское, Сивяковское, Смоленское, Сохондинское, Угданское, Шишкинское; Атамановское, Новокручининское, Яблоновское |
| Шелопугинский          | село Шелопугино              | Вершино-Шахтаминское, Глинянское, Копунское, Мироновское, Нижнешахтаминское, Тонтойское, Шелопугинское, Шивиинское |
| Шилкинский             | город Шилка                  | Богомягковское, Верхнехилинское, Галкинское, Казановское, Мирсановское, Новоберезовское, Номоконовское, Ононское, Размахнинское, Усть-Теленгуйское, Чиронское; Первомайское, Холбонское, Шилкинское |